# Vovkove, Lîpova Dolîna
Vovkove (în ucraineană Вовкове) este un sat în comuna Koleadîneț din raionul Lîpova Dolîna, regiunea Sumî, Ucraina.

## Demografie
Componența lingvistică a localității Vovkove
     Ucraineană (100%)
Conform recensământului din 2001, toată populația localității Vovkove era vorbitoare de ucraineană (100%).